# Eduard Ionescu
Eduard Ionescu (n. 9 noiembrie 2004, Buzău, România) este un jucător de tenis de masă român.
Sportivul a devenit campion european de juniori (sub 19) în anii 2022 și 2023. La seniori a reprezentat România la Campionatele Mondiale din 2022, 2023 și 2024. La Jocurile Europene din 2023 a obținut locul 5. El joacă la 1. FC Saarbrücken Tischtennis, Germania, cu care a câștigat Champions League 2024. În urma poziției ocupată în clasamentul mondial s-a calificat pentru Jocurile Olimpice de vară din 2024 în proba de simplu. La Paris a fost învins în runda a 2-a. Anul următor a câștigat două medalii de bronz la Jocurile Mondiale Universitare, la simplu și alături de Darius Movileanu la dublu.